# Даррен Сазерленд
Даррен Джон Сазерленд (англ. Darren John Sutherland; 18 квітня 1982, Дублін — 14 вересня 2009, Бромлі, Лондон) — ірландський професійний боксер, бронзовий призер Олімпіади 2008, чемпіон Євросоюзу (2007, 2008).

## Любительська кар'єра
Любительська кар'єра Сазерленда була відзначена постійним суперництвом з британцем Джеймсом Дегейлом.
На чемпіонаті Євросоюзу 2007 в фіналі Даррен Сазерленд переміг Джеймса Дегейла — 23-19.
На чемпіонаті Євросоюзу 2008 в фіналі Сазерленд переміг Дегейла — 22-16.

### Виступ на Олімпіаді 2008
У другому раунді змагань переміг Набіль Кассель (Алжир) — 20-0
У чвертьфіналі переміг Альфонсо Бланко Парра (Венесуела) — 11-1
У півфіналі програв Джеймсу Дегейлу (Велика Британія) — 3-10

## Професіональна кар'єра
Після Олімпійських ігор у жовтні 2008 року Сазерленд уклав професійну угоду з промоутером Френком Мелоні і 18 грудня 2008 року дебютував на професійному рингу. Провів 4 бої, в яких здобував переконливі перемоги нокаутом, але його кар'єра раптово обірвалася.
14 вересня 2009 року Мелоні виявив Сазерленда повішеним у його власній квартирі, що він знімав у Бромлі. Поліція назвала причиною смерті самогубство і не стала проводити розслідування. За словами Мелоні Сазерленд часто страждав від депресії і міг накласти на себе руки.